# شهرستان دورود
شهرستان دورود شهرستانی است در شرق استان لرستان و مرکز آن شهر دورود است. مساحت شهرستان دورود ۱۳۲۶ کیلومتر مربع است که ۷/۴٪ خاک لرستان را شامل می‌شود. این شهرستان از شمال به شهرستان شازند، از شمال غربی به بروجرد، از شرق به شهرستان ازنا، از جنوب به شهرستان الیگودرز و از غرب به شهرستان خرم‌آباد هم‌مرز است. آب و هوای معتدل کوهستانی دارد و متوسط بارش سالانه آن ۶۸۹ میلی‌متر است. در شهر دورود حفاری‌های تاریخی انجام شد که منجر به پیدایش روستاهایی با بیش از ۷۰۰۰ سال قدمت شد. از دیگر اماکن تاریخی می‌توان به پل تاریخی چالانچولان که پایه آن در دوره ساسانیان بنا نهاده شده اشاره کرد. قدمت تاریخی این شهر به حدود ۱۳۰ سال می‌رسد. این شهرستان تا سال ۱۳۶۸ بخشی از شهرستان بروجرد محسوب می‌شد. مردمانش با گویش های مختلف  زبان لری صحبت می‌کنند که مهم‌ترین آن‌ها لری بختیاری , لری خرم‌آبادی است. شهرستان دورود در دامنه رشته کوه باباهور زاگرس و در کنار اشترانکوه قرار گرفته‌است. دو سر شاخه رود دز یکی از شمال بنام تیره و یکی از شرق بنام ماربره در دورود به هم می‌پیوندند و با نام رود سزار سرچشمه اصلی رود دز می‌شوند.

## جمعیت
بر اساس سرشماری مرکز آمار ایران، جمعیت شهرستان دورود در سال ۱۳۹۵ برابر با ۱۷۴٬۵۰۸ نفر بوده‌است. از این تعداد، ۱۲۱٬۶۳۸ نفر در نقاط شهری و بقیه در مناطق روستایی ساکن هستند. تعداد خانوارهای این شهرستان ۴۲٬۸۱۹ نفر است. این شهرستان، سومین شهرستان پرجمعیت لرستان بعد از خرم آباد و بروجرد است و همچنین یکصدمین شهرستان پرجمعیت کشور است.

## مردم شناسی

### مردم
مردم شهرستان دورود از قوم لر هستند . 

### زبان
مردم شهرستان دورود به زبان لری سخن می‌گویند. گویش‌های رایج در این شهرستان شامل لری بختیاری، و لری مینجایی با لهجه های لری سیلاخوری و لری خرم‌آبادی می‌باشد.

## بخش‌ها و دهستانها
شهرستان دورود شامل دو بخش مرکزی و سیلاخور است و ۱۴۶ روستای دارای سکنه دارد. جمعیت این شهرستان در سال ۱۳۸۴ بالغ بر ۱۵۰هزار نفر گزارش شده‌است. مرکز آن شهر دورود است و چالانچولان شهر دیگر آن است.
- بخش مرکزی شهرستان دورود
  - دهستان ژان
  - دهستان حشمت‌آباد
- بخش سیلاخور
  - دهستان چالانچولان
  - دهستان سیلاخور
- حشمت اباد
  - دهستان حشمت اباد

## جاذبه‌های طبیعی شهرستان دورود
دورود جاذبه‌های طبیعی و گردشگری فراوانی از قبیل کوه، جنگل، رودخانه، سراب، دره و حیات وحش ازاز:
1. اشترانکوه در شرق شهرستان دورود قرار گرفته‌است.
2. دریاچه گهر دورود در جنوب شرقی شهرستان دورود واقع شده‌است.[۸]
3. کوه پریز. این کوه داری قله‌ای به نام پریز به ارتفاع ۳۰۷۰ می‌باشد.
4. کوه قارون. قله این کوه به ارتفاع۲۹۵۰ متر می‌رسد که از طریق راه‌آهن و راه آسفالت قابل دسترس است.
5. زیارتگاه شاه پیروالیاین امامزاده که برادر ناتنی امام هشتم (ع) هستند در روستای درب آستانه و در مسیر دریاچه گهر می‌باشند.
6. بابا هور یکی از بلندیهای شهرستان دورود است که شهر دورود در دامنه آن قرار گرفته‌است، این کوه دارای درختان بلوط و برخی دیگر از درختان کوتاه قد بوده و از نظر پوشش گیاهی دارای گیاهان متنوع می‌باشد. از دهه هفتاد به بعد توسط برخی کشاورزان باغکار درختان میوه نیز در این کوه (به‌صورت باغ‌های نسبتاً گسترده) کاشته شده‌است و لایه خاکی این کوه دارای حاصلخیزی مناسبی می‌باشد.
7. آبشار آب گرمه در ۲۳ کیلومتری جنوب شهرستان دورود در مسیر جاده پیرعبدالله و در نزدیکی روستای چنار بیشه قراردارد.
8. غار وقت ساعت در جنوب شهرستان لرستان در بالای روستای دره چنار می‌باشد.

## کشاورزی، جنگلداری و شیلات
در دورود همواره کشاورزی، جنگلداری و احداث شیلات به دلیل منابع آب کافی مورد توجه بوده‌است. در دورود ۳۸٬۷۲۱ هکتار زمین وجود دارد که در آن کشت صورت می‌گیرد که از این مساحت ۲۱٬۱۳۰ هکتار به صورت آبی و ۱۶٬۶۹۱ هکتار به صورت دیم آبیاری می‌شوند. د دورود گندم، جو، چغندر قند، نخود، لوبیا، برنج و سایر محصولات کشاورزی به صورت عمده کشت می‌شوند.
در جدول زیر واحدهای فعال در بخش کشاورزی، جنگلداری و شیلات درج شده‌است:
| نام واحد               | تعداد واحدهای فعال |
| ---------------------- | ------------------ |
| زراعت                  | ۵٬۴۲۹ واحد         |
| باغداری                | ۱٬۴۱۳ واحد         |
| کشت گلخانه ای          | ۱واحد              |
| پرورش دام سنگین        | ۲٬۰۵۳ واحد         |
| پرورش دام سبک          | ۳٬۰۲۸واحد          |
| پرورش زنبور عسل        | ۴۱ واحد            |
| پرورش طیور به سبک سنتی | ۲٬۵۴۱ واحد         |
| پرورش ماهی             | ۸۹ واحد            |
| پرورش کرم ابریشم       | ۰ واحد             |

در دورود ۲۰٬۳۲۲ هکتار پارک جنگلی طبیعی وجود دارد و همچنین دارای ۱۰۰ هکتار ذخیره گاه جنگلی است.

## سد مروک
سد مروک دورود بزرگترین سد خاکی استان لرستان است که در ۳۷ کیلومتری شهر دورود واقع شده‌است. این سد از نوع مخزنی می‌باشد و هدف از احداث آن تأمین آب مورد نیاز اراضی کشاورزی است. گفتنی است طرح اولیه سد از سال ۱۳۶۲ آغاز شد اما با وقفه ای طولانی در سال ۱۳۸۲ عملیات اجرایی آن آغاز و پس از ۱۱ سال به بهره‌برداری رسید. حجم مخزن سد مروک ۱۲۰ میلیون متر مکعب است. این سد بر روی حوضه آب ریز رودخانه‌های تیره و دز ساخته شده‌است.